# Eberhard Schade
Eberhard Schade (* 15. August 1902 in Bückeburg; † 15. August 1971 in Hameln) war ein deutscher Ingenieur und Politiker (NSDAP).

## Leben
Eberhard Schade wurde als Sohn des städtischen Baumeisters und Direktors der Gasanstalt geboren. Nach dem Abitur 1921 am Gymnasium Adolfinum Bückeburg absolvierte er ein Studium an der Bergakademie Clausthal und der Technischen Hochschule Berlin, das er mit der Prüfung als Diplom-Ingenieur abschloss. Während seines Studiums wurde er 1922 Mitglied der Burschenschaft Cimbria Berlin. Nach seinem Studium war er als Leiter der Schaumburger Gasgesellschaft tätig.
Schade trat am 1. Juni 1930 (Mitgliedsnummer 252.169) in die NSDAP ein. Bei der Landtagswahl im Mai 1931 wurde er als Abgeordneter in den Landtag des Freistaates Schaumburg-Lippe gewählt, dem er bis zu dessen Auflösung angehörte. Im Parlament übernahm er zunächst die Leitung der NSDAP-Fraktion und 1933 amtierte er kurzzeitig als Landtagspräsident. Am 14. Juli 1933 verfügte er in der letzten Landtagssitzung die Auflösung des Parlamentes.
Von 1933 bis zu seiner Entlassung als Ehrenbeamter 1939 war Schade Mitglied der Schaumburg-Lippischen Landesregierung und Stellvertreter des Landespräsidenten Karl Dreier.
Nach seinem Ausscheiden aus dem Staatsdienst arbeitete er als leitender Angestellter in einer Futterfabrik in Hameln.
Schade wurde 1946 verhaftet und ein Jahr später in einem Spruchkammerverfahren als Angehöriger der Kategorie IV („Mitläufer“) eingestuft.